# Coursetia mollis
Coursetia mollis är en ärtväxtart som beskrevs av Robinson och Jesse More Greenman. Coursetia mollis ingår i släktet Coursetia, och familjen ärtväxter. Inga underarter finns listade i Catalogue of Life.